# Haus Rothenberge

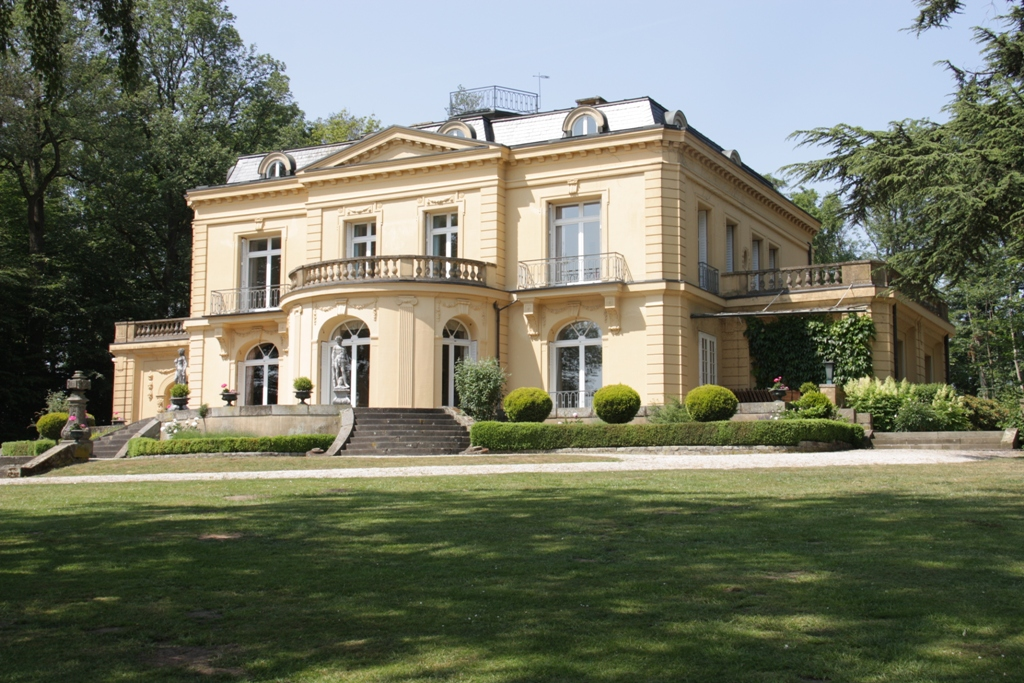
Haus Rothenberge („Villa Jordaan“) in Wettringen, Ansicht Parkseite 2011

Das Haus Rothenberge („Villa Jordaan“) ist ein denkmalgeschütztes Profangebäude in Rothenberge, einem Ortsteil von Wettringen, im Kreis Steinfurt (Nordrhein-Westfalen).

## Geschichte und Architektur
Das Haus Rothenberge, teils auch Villa Jordaan - van Heek genannt, ist eine repräsentative Villa in landschaftlich reizvoller Lage auf der Kuppe des Rothenberges. Sie ist nach der Art einer Maison de plaisance des 18. Jahrhunderts ausgeführt und wurde von 1920 bis 1921 nach Plänen des Architekten Alfred Hensen errichtet. Auftraggeber waren der Bankier Jan Jordaan (1863–1935) und seine Ehefrau Engelbertha („Bertha“), geb. van Heek (1876–1960). Der elegante Putzbau ist mit einem Mansarddach gedeckt. Die Ecklisenen sind genutet, der Balkonvorbau ist halbrund. Zur Anlage gehört auch ein Teehaus mit Reetdach. Die Inneneinrichtung ist im Stil des französischen Rokoko gehalten. Derzeit wird die Villa von der Universität Münster als Landheim und für wissenschaftliche Tagungen und Seminare genutzt. In der Villa haben unter anderem berühmte Persönlichkeiten wie Thomas de Maizière, Robert Spaemann und Georg Milbradt zu ihren Studienzeiten getagt.

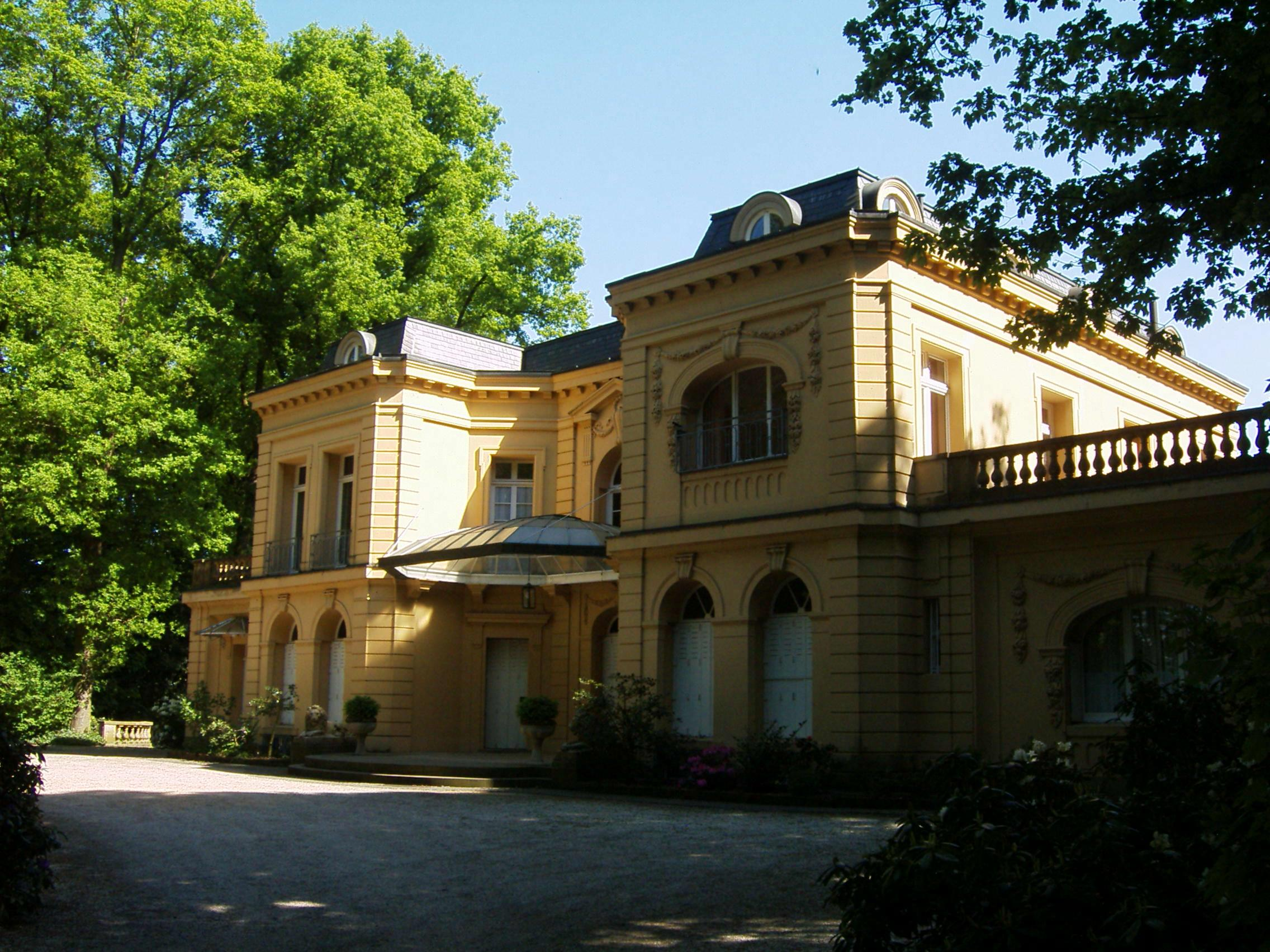
Haus Rothenberge, Eingang
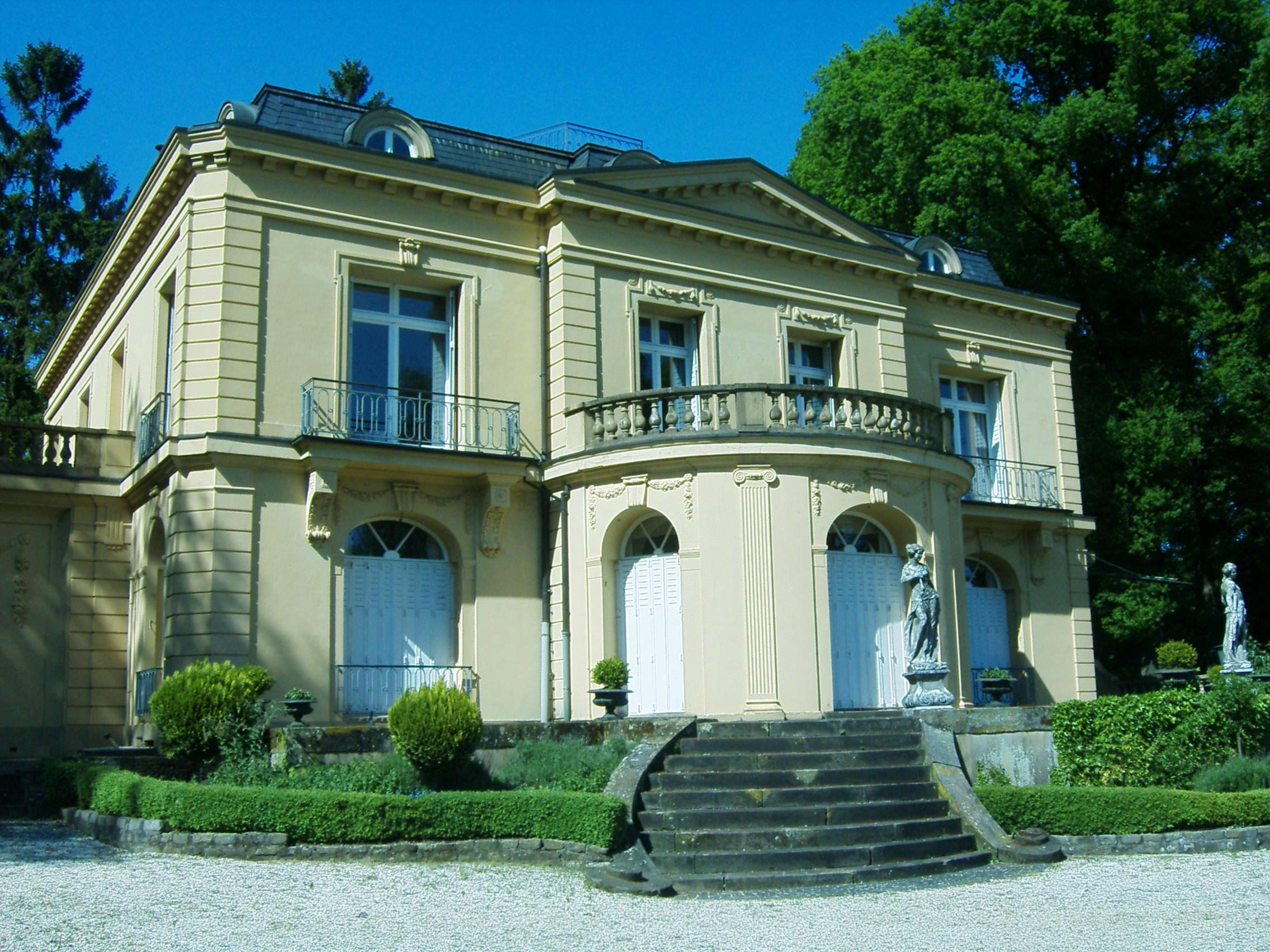
Parkseite
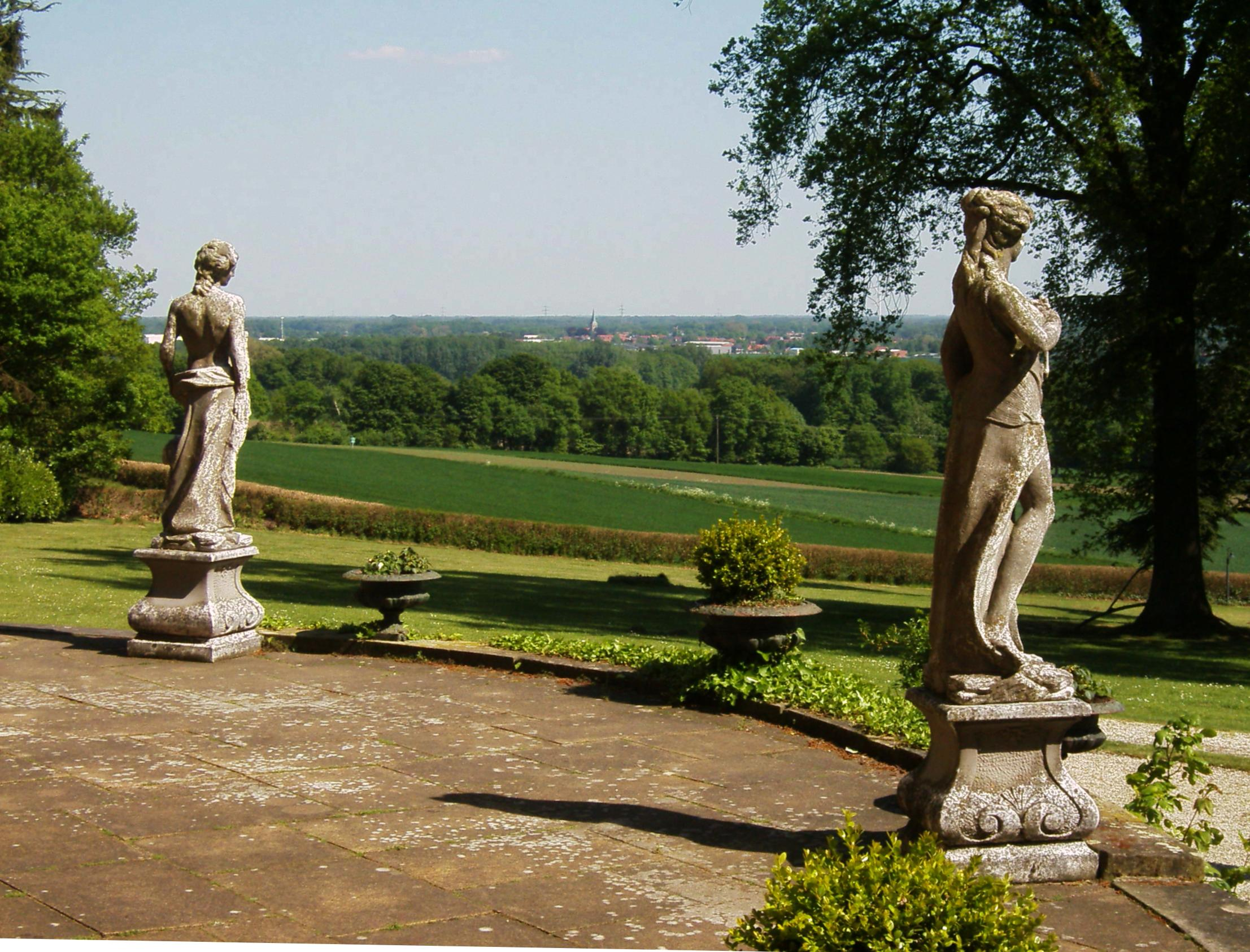
Blick auf Wettringen von der Terrasse des „Landhauses Rothenberge“